# Disciplin
 For alternative betydninger, se Akademisk disciplin.
 Denne artikel bør gennemlæses af en person med fagkendskab for at sikre den faglige korrekthed.

1. Se Akademisk disciplin En gren af en videnskab. Man taler f.eks. om flere discipliner under et fag.
2. For det andet betyder det undervisning; vi kender her forbindelsen i ordet discipel, der betyder den, der får undervisning.
3. Endelig betyder ordet mandstugt, tugt eller orden, og det er denne sidste betydning, de fleste kender det i skolen og foreningslivet.

Selvom termen disciplin er flertydig, er der filosoffer, der finder en sammenhæng mellem disse betydninger: "The disciplines characterize, classify, specialize; they distribute along a scale, around a norm, hierarchize individuals in relation to one another and, if necessary, disqualify and invalidate." (Foucault, 1975/1979, p 223)
Disciplin kan fremkaldes ved tvang, eller den kan være udtryk for en selvvalgt holdning hos den disciplinerede. Det sidste forudsætter en fuldstændig overensstemmelse mellem gruppens eller samfundets normforventninger og den enkeltes internaliserede normsæt.
Her mødes disciplinens ufrihed med valgets frihed. (Se også det kategoriske imperativ)
Disciplin stammer som begreb fra træningen af de romerske legionærer. I antikkens krige var det nemlig vigtigt at undgå, at én af ens soldater kom i kamp med to fjender på én gang. Midlet til at undgå det, var eksercits, dvs. træning i at bevæge sig samlet i lige, ubrudte rækker. Deraf kommer igen ordet våbendisciplin for træning i forskellige våbentyper.
Man kan opløse disciplin i følgende fire begreber:
- A) Orden og præcision.
- B) Respekt, ærefrygt.
- C) Høflighed, imødekommenhed.
- D) Arbejdsro.

## Etymologi
Disciplin ← latin disciplina "instruktioner til en discipel" ← discipulus "elev" ← discipere "forståelse" eller "grundig analyse" ← dis "dele" eller "i stykker" + capere "tage" eller "holde".
Ordet disciplin er kendt siden 1200-tallet. Omkr. 1300-tallet blev det først brugt i betydningen "emne" eller "uddannelsesgren". Først omkr. 1400-tallet kom betydningen "god opførsel som resultat af militær træning" til.